# مودن (اورتس)
مودن (به آلمانی: Müden) یک منطقهٔ مسکونی در آلمان است که در فاسبرگ واقع شده‌است. مودن ۲٬۲۰۰ نفر جمعیت دارد.